# Байрактар Акънджъ
Байрактар Акънджъ (на турски: Bayraktar Akıncı, в превод „Нападател знаменосец“) е височинен и с голяма далечина на полета безпилотен боен летателен апарат (БЛА/Дрон), управляван от сателит, разработван от турския производител на безпилотни самолети Baykar Makina. Оборудването му включва: електронни поддържащи системи, двойни спътникови комуникационни системи, радар въздух-въздух, радар за избягване на сблъсъци и радар със синтетична апертура. Първите снимки на дрона попадат в медиите през юни 2018 г. Първоначалните съобщения в медиите описват Акънджъ като 4,5-тонен БЛА, способен да носи около 1,5-тонен полезен товар с планер, оборудван с два турбовинтови двигателя.

## Разработка
С фазата на предварителното проектиране, завършена през юни 2019 г., Акънджъ започва наземни изпитания работа на земята през август 2019 г. с украински турбовитлов двигател Ивченко-Прогрес AI-450C. Първият тест на двигателя е извършен на 1 септември 2019 г. След включване на други технически изпитания, самолетът е преместен на летището на турската армия в Чорлу. Дронът прави първия си полет с автоматично управление, 16-минутен полет и успешно кацане на 6 декември 2019 г.
Акънджъ разполага с вътрешен капацитет от 400 кг и външен полезен товар от 950 кг, което води до общ боен товар от 1350 кг. Задвижва се от два турбовитлови двигателя с мощност 450 к.с. или 750 к.с., големият размах на крилата от 20 метра осигурява 5,5 тона максимално излетно тегло. Акънджъ е БЛА, способен да изстреля крилата ракета.

## Характеристики

### Основни характеристики
Капацитет
- 1350 кг.
- Вътрешен: 400 кг.
- Външен: 950 кг.
- Дължина: 12.5 м
- Размах на крилата: 20 м.
- Височина: 4.1 м.
- Максимално излетно тегло: 5,500 кг.
- Двигател: 2 х Ivchenko-Progress Motor Sich AI-450T турбовитлови двигатели
- Витла: 5-лопатно композитно витло с постоянна скорост

### Производителност
- Продължителност на полета: 24 часа
- Таван на полета: 12,192 м.

### Въоръжение
- 6 места за комбинации от ракети и бомби.

### Авионика
- Национален радар AESA
- Система за насочване на ASELSAN
- Радиоелектронно противодействие